# 养马场站
养马场站是丰沙铁路上的一个小火车站，位于北京市石景山区古城街道养马场村境内，距离北京站30公里，沙城站91公里。2017年12月21日因丰沙线石景山隧道启用而关闭。

## 简介
“养马场”这一地名由“杨木场”讹传演化而来，这一区域曾是堆放木柴的场所，历史上并未出现过养马的场所。《宛署杂记》称：“石景山近浑河，有板桥，其旁曰庞村，曰杨木场”，同时记载此地为“沿浑河堆马口柴处”。马口柴即明宫御膳房所用的木柴，这种木柴长一米有余，两端开口，便于用绳捆扎，产自永定河上游支流流域的河北蔚县一带。这种木柴砍伐后置于河中顺流而下，漂流至石景山河段的渡口，捞上岸并沿河晒干后再运至京城御膳房。由于这种木柴色泽白净，酷似杨木，这个打捞木柴的渡口被称为“杨木场”，后来形成村落，称杨木场村，又讹传演变为养马场。
养马场站建于1952年。1972年7月，丰沙线铁路复线工程竣工通车，建养马场复线车站，当时的行车设备有到发线4条，存车线、牵出线各1条。此站标准站名为养马场站，但在站牌上一度写为“养马厂站”，后更正。
2017年是养马场站最后一个暑运。随着长安街西延、中低速磁悬浮S1线等工程开工建设，2017年10月底养马场站被拆除。随后，长安街西延、锅炉厂路西延、北辛安路与丰沙铁路交叉跨越，以及北京首钢地区规划、永定河景观带及北京市长远规划等城市道路、空间、景观分别进行延伸、拓展、建立。